# Stauropides
Stauropides é um gênero de traça pertencente à família Arctiidae.